# Thelaira medvedevi
Thelaira medvedevi là một loài ruồi trong họ Tachinidae.